# Liste der Naturdenkmale in Breitscheid
Die Liste der Naturdenkmale in Breitscheid (Hessen) nennt die auf dem Gebiet der Gemeinde Breitscheid (Hessen) gelegenen Naturdenkmale. Sie sind bei der unteren Naturschutzbehörde des Lahn-Dill-Kreises (Abteil Umwelt, Natur und Wasser) eingetragen.
| Bild                          | Bezeichnung                                                              | Ortsteil, Lage                              | Beschreibung | Art              | Nr. |
| ----------------------------- | ------------------------------------------------------------------------ | ------------------------------------------- | --- | ---------------- | --- |
| mehr Fotos \| Fotos hochladen | Adventhöhle Breitscheid                                                  | Breitscheid 50° 41′ 17,7″ N, 8° 12′ 27,9″ O | Karsthöhle im Erdbacher Massenkalk, paläontologisch bedeutsame Funde. Schutzgrund: erdgeschichtliche Bedeutung                                                                      | Höhle            | 174 |
| Fotos hochladen               | Erdbachschwinde Breitscheid                                              | Breitscheid 50° 41′ 7,6″ N, 8° 11′ 44,2″ O  | Einlaufstelle des Erdbaches im Kalkgestein. Das Gewässer tritt nach ca. 14 Stunden und 1,5 km wieder zu Tage. Schutzgrund: Bedeutung für Wissenschaft und Lehre                     | Karsterscheinung | 55  |
| Fotos hochladen               | Felddolinen Breitscheid                                                  | Breitscheid 50° 40′ 47,9″ N, 8° 11′ 55,8″ O | Einsturzdolinen, Karsterscheinung im Kalkgestein. Schutzgrund: erdgeschichtliche Bedeutung                                                                                          | Karsterscheinung | 165 |
| Fotos hochladen               | Hutebuche Breitscheid                                                    | Breitscheid 50° 41′ 2,8″ N, 8° 10′ 48,3″ O  | Mächtige, etwa 230 Jahre alte Hutebuche mit 4,60 m Umfang auf ehemaliger Viehweide. Schutzgrund: Schönheit, landeskundliche Bedeutung                                               | Einzelbaum       | 185 |
| Fotos hochladen               | Hutebuchen auf ehemaliger Viehweide zwischen Breitscheid und Gusternhain | Breitscheid 50° 40′ 36,5″ N, 8° 11′ 47,7″ O | Viehweide bei Erdbach mit voll ausgebildeten Hutebuchen. Zeugnis einer historischen Landnutzungsform. Schutzgrund: Schönheit, landeskundliche Bedeutung                             |                  | 188 |
| Fotos hochladen               | Linde Erdbach                                                            | Erdbach 50° 41′ 20,7″ N, 8° 13′ 5″ O        | Sommerlinde, Umfang: 4,45 m. Schutzgrund: Schönheit | Einzelbaum       | 68  |
| Fotos hochladen               | Märchenbuche Breitscheid                                                 | Breitscheid 50° 40′ 33,9″ N, 8° 11′ 37,7″ O | Mächtige, etwa 300 Jahre alte Hutebuche mit starken Verbissspuren und kräftigen Wurzelanläufen. Höhe 30 m, Umfang: 4,45 m. Schutzgrund: Alter, Schönheit, landeskundliche Bedeutung | Einzelbaum       | 186 |
| Fotos hochladen               | Walddoline Breitscheid                                                   | Breitscheid 50° 41′ 31,7″ N, 8° 12′ 11,4″ O | Einsturzdolinen, Karsterscheinungen im Kalkgestein. Schutzgrund: erdgeschichtliche Bedeutung                                                                                        | Karsterscheinung | 166 |
| Fotos hochladen               | Zwei Hutebuchen am Barstein Gusternhain                                  | Gusternhain 50° 40′ 15,8″ N, 8° 10′ 17,3″ O | 2 historische Hutebuchen mit weit ausladenden Kronen und tiefem Kronenansatz. Schutzgrund: Schönheit, Eigenart, landeskundliche Bedeutung                                           |                  | 187 |